# Suuri Rautjärvi (sjö i Parikkala, Södra Karelen, 61,68 N, 29,68 Ö)
Suuri Rautjärvi är en sjö i kommunen Parikkala i landskapet Södra Karelen i Finland. Sjön ligger 74,5 meter över havet. Arean är 1,08 kvadratkilometer och strandlinjen är 7,11 kilometer lång. Sjön  ingår i Hiitolanjokis huvudavrinningsområde.   Den ligger omkring 100 km nordöst om Villmanstrand och omkring 300 km nordöst om Helsingfors. 